# 山姆·巴恩斯
山姆·巴恩斯（英語：Samuel Holland Burns；1996年7月23日—）是美國的一位職業高爾夫球運動員，參加PGA巡迴賽。他出生在路易斯安那州什里夫波特。2021年，他贏得了威士伯錦標賽和桑德森農場錦標賽的冠軍。

## 外部連結
- Profile on LSU's official athletic site （页面存档备份，存于）